# Réciprocité (grammaire)
Pour les articles homonymes, voir Réciprocité.
En syntaxe, la réciprocité est une propriété des constructions où deux actants d'un verbe d'action jouent chacun le même rôle sémantique l'un vis-à-vis de l'autre : l'action de X envers Y est la même que celle de Y envers X. Une construction de cet ordre est dite réciproque.
Exemples en français :
- Louise et Marie se sont offert des cadeaux.
- Les duellistes se sont entre-tués.
- Ils se prêteront mutuellement assistance.
- Aimez-vous les uns les autres.

En français, la réciprocité s'exprime par l'emploi d'un verbe pronominal. Comme celui-ci exprime également la réflexivité, il peut en résulter une certaine ambiguïté, laquelle peut être levée :
- implicitement, par le contexte ou la pragmatique : Pierre et Paul se sont giflés signifie plus vraisemblablement que Pierre a donné une gifle à Paul et Paul une à Pierre (réciprocité), que chacun de deux ne se soit donné une gifle à soi-même (réflexivité) ;
- explicitement, par une locution (l'un l'autre, et vice versa), un adverbe (mutuellement, réciproquement) ou l'ajout au verbe du préfixe entre-[1] (s'entre-regarder, s'entre-dévorer) ;
- enfin, la sémantique de certains mots est fondamentalement réciproque : tels sont par exemple les verbes correspondre, échanger, croiser.

De très nombreuses langues font de même et ne différencient pas le réciproque du réfléchi, ou seulement à l'occasion. C'est généralement le cas dans les langues indo-européennes. Mais certaines langues possèdent des formes spécifiquement dévolues à l'expression de la réciprocité. C'est par exemple de l'arabe littéral, qui possède deux schèmes régulier de formation de verbes, appelés fāʻala et tafāʻala en grammaire arabe, dont le second est le réciproque du premier : ex. kātaba « il a écrit (à quelqu'un) » → takātaba « il a correspondu (avec quelqu'un) », qātala « il a combattu (quelqu'un) » → taqātala « il s'est battu (avec quelqu'un) ».